# Springwater (New York)
Springwater è un comune degli Stati Uniti d'America, situato nello stato di New York, nella contea di Livingston.